# Legergroen
Legergroen is een kleur volgens krijgsmachtnorm KN 01020. Het is een krijgsmachtkleur uit het RAL F9-kleursysteem, met kleurnummer RAL 6014-F9. De glans is mat (MT), met minder dan 10 glanseenheden gemeten onder 60° conform ISO 2813. Als camouflagekleur zijn er ook eisen aan de spectrale (infrarood) reflectie.
| Kleurnaam  | Kleursysteem | Kleurnummer | Staal (indicatief) |
| ---------- | ------------ | ----------- | ------------------ |
| Legergroen | RAL F9       | RAL 6014-F9 |                    |

Andere voorbeelden van kleuraanduidingen zijn in dit verband:
| Kleurnaam      | Kleursysteem         | Kleurnummer |
| -------------- | -------------------- | ----------- |
| Marinegrijs    | KN 01020             | KN 103      |
| NATO-IRR groen | KN 01020             | KN 510      |
| Zuiver oranje  | RAL 840-HR           | RAL 2004-HR |
| UN-blauw       | Federal Standard 595 | 15200       |

## Legergroen als aanduiding
Bij alles wat voor militair gebruik te velde in een groene kleur is uitgevoerd, wordt de kleur in het spraakgebruik aangeduid als zijnde legergroen.
Van militair ondergoed tot toiletpapier, van lucifers tot het militair paspoort, voor militair gebruik wordt het door het in legergroen uit te voeren minder opvallend gemaakt. De bereikte camouflage is in de huidige tijd minder werkzaam, omdat waarnemen niet alleen meer met het menselijk oog, maar ook met elektronische apparatuur wordt gedaan. Elektronische waarnemingen beperken zich niet tot de kleur van een object.

## Trivia
- De kleur RAL 6014 komt ook voor in het kleursysteem RAL 840-HR en RAL 841-GL, respectievelijk als RAL 6014-HR en RAL 6014-GL.
- De Duitse kleurnaam voor RAL 6014 is Gelboliv, met officiële Nederlandse vertaling: geel olijfgroen. Als krijgsmachtkleur wordt deze kleurnaam echter niet toegepast.
- Legergroen is niet de groene kleur uit het drie-kleurenvlekkenpatroon conform RAL F9; het drie-kleurenvlekkenpatroon is opgebouwd uit Bronsgroen (RAL 6031-F9), Lederbruin (RAL 8027-F9) en Teerzwart (RAL 9021-F9).